# Tougher Than Leather
Albums de Run–DMC
Raising Hell
(1986) Back from Hell
(1990)
Singles
1. I'm Not Going Out Like That
Sortie : 24 janvier 1988
2. Run's House
Sortie : 15 avril 1988

Tougher Than Leather est le quatrième album studio de Run–DMC, sorti le 16 septembre 1988.
L'album s'est classé 2e au Top R&B/Hip-Hop Albums et 9e au Billboard 200.
En 2005, il a été réédité dans une version « Deluxe » avec quatre titres bonus.

## Liste des titres
| No  | Titre                       | Contient un (des) sample(s) de | Durée |
| --- | --------------------------- | --- | ----- |
| 1.  | Run's House                 | Funky Drummer de James Brown Ashley's Roachclip des Soul Searchers La Di Da Di de Doug E. Fresh et Slick Rick Hit It Run de Run–DMC | 3:49  |
| 2.  | Mary, Mary                  | Mary Mary des Monkees I Can't Stop de John Davis and the Monster Orchestra | 3:12  |
| 3.  | They Call Us Run-DMC        | Catch a Groove de Juice Jam Master Jay de Run–DMC La Di Da Di de Doug E. Fresh et Slick Rick | 2:56  |
| 4.  | Beats to the Rhyme          | It's My Thing de Marva Whitney Funky Drummer de James Brown Talkin' Loud & Sayin' Nothing de James Brown Nautilus de Bob James Dance to the Drummer's Beat d'Herman Kelly & Life Sucker M.C.'s (Krush Groove 1) de Run–DMC Rock Box de Run–DMC Jam Master Jay de Run–DMC AJ Scratch de Kurtis Blow Big Menu de Sam Kinison Hit It Run de Run–DMC Cinderfella Dana Dane de Dana Dane Yo! Bum Rush the Show de Public Enemy | 2:43  |
| 5.  | Radio Station               | I Wouldn't Change a Thing de Coke Escovedo Sing Sing de Gaz Dear Yvette de LL Cool J Bring the Noise de Public Enemy | 2:50  |
| 6.  | Papa Crazy                  | Papa Was a Rollin' Stone des Temptations | 4:18  |
| 7.  | Tougher Than Leather        | AJ Scratch de Kurtis Blow | 4:20  |
| 8.  | I'm Not Going Out Like That | Different Strokes de Syl Johnson It's Like That de Run–DMC Rebel Without a Pause de Public Enemy Bring the Noise de Public Enemy | 4:55  |
| 9.  | How'd Ya Do It Dee          | Here Comes the Meter Man des Meters | 3:20  |
| 10. | Miss Elaine                 | | 3:05  |
| 11. | Soul to Rock and Roll       | King of Rock de Run–DMC Hit It Run de Run–DMC Rock 'N Roll Dude de Chubb Rock | 2:17  |
| 12. | Ragtime                     | | 2:42  |

| 13. | Beats to the Rhyme  | Different Strokes de Syl Johnson Apache de l'Incredible Bongo Band The Big Beat de Billy Squier Here We Go (Live at the Funhouse) de Run–DMC               | 2:44 |
| 14. | Crack               | | 1:43 |
| 15. | Christmas in Hollis | Joy to the World d'Isaac Watts Jingle Bells (One Horse Open Sleigh) de James Pierpont Frosty the Snow Man de Gene Autry Back Door Santa de Clarence Carter | 2:58 |
| 16. | Penthouse Ad        | Good Old Music de Funkadelic | 0:58 |